# إيزي ياماموتو
إيزي ياماموتو هو أستاذ جامعي وعالم فلك وسياسي ياباني، ولد في 27 مايو 1889 في شيغا في اليابان، وتوفي في 16 يناير 1959 في كوساتسو في اليابان.